# Diana Thomas
David Thomas (* 1959 in Moskau) ist ein britischer Journalist und Schriftsteller, der im deutschsprachigen Raum vor allem unter seinem Pseudonym Tom Cain bekannt ist.

## Leben
David Thomas wuchs in Maidstone in der Grafschaft Kent auf. Seine ersten drei Lebensjahre verbrachte er allerdings in Moskau, da sein Vater David Churchill Thomas Diplomat war. Aufgrund der Tätigkeit des Vaters war die Familie auch in Kuba und drei Jahre in Washington, D.C. Ab 1977 studierte er an der University of Cambridge und machte dort seinen Abschluss.
Seither arbeitet er als freier Journalist für viele bekannte Zeitungen und Zeitschriften in Großbritannien und den USA. Als investigativer Journalist berichtete er über Finanzskandale an der Wall Street, Intrigen in Hollywood und korrupte Sportler in Großbritannien. Für seine Arbeit erhielt er mehrere Preise.
Von 1989 bis 1992 war er Herausgeber der britischen Satirezeitschrift Punch. 
Unter seinem Pseudonym Tom Cain schreibt er seit 2007 Thriller, in denen er teilweise reale Ereignisse, z. B. den Tod von Prinzessin Diana, mit einer fiktiven Handlung kombiniert. In den bisher unter Tom Cain erschienenen Büchern geht es um den fiktiven Geheimagenten Samuel Carver.
Im Jahr 2011 veröffentlichte er mit Blood Relative seinen ersten Thriller unter seinem eigenen Namen.

## Bücher

### Als Tom Cain
- Target. Bastei Lübbe, 2008, ISBN 978-3-404-15879-9 (engl. Original: The Accident Man, Bantam Press, 2007, ISBN 978-0-593-05805-3) übersetzt von Angela Koonen
- Survivor. Bastei Lübbe, 2009, ISBN 978-3-404-16271-0 (engl. Original: The Survivor, Bantam Press, 2008, ISBN 978-0-593-05851-0 / US-Titel: No Survivors) übersetzt von Angela Koonen
- Assassin. Bastei Lübbe, 2010, ISBN 978-3-404-16447-9 (engl. Original: Assassin, Bantam Press, 2009, ISBN 978-0-593-06231-9) übersetzt von Angela Koonen
- Collateral. Bastei Lübbe, 2011, ISBN 978-3-404-16076-1 (engl. Original: Dictator, Bantam Press, 2010, ISBN 978-0-593-06234-0) übersetzt von Angela Koonen
- Collapse. Bastei Lübbe, 2013, ISBN 978-3-404-16764-7 (engl. Original: Carver, Bantam Press, 2011, ISBN 978-0-593-06765-9)
- Revenger. Bantam Press, 2012, ISBN 978-0-593-06769-7 (engl.)

### Als David Thomas
- Girl. Haffmans, 1995, ISBN 3 251 00299 6
- Blood Relative. Quercus, 2011, ISBN 978-0-85738-797-4 (engl.)